# ホルスト・フォン・ウッカーマン
ホルスト・フォン・ウッカーマン男爵（Horst Freiherr von Uckermann 1891年7月10日 - 1980年）は、ドイツの陸軍軍人。最終階級は中将。

## 略歴

### ドイツ帝国時代
1891年7月10日、ホルスト・フォン・ウッカーマンは軍人の息子としてプロイセン王国のダルムシュタットに生を受けた。1911年7月16日には士官候補生としてプロイセン陸軍に入隊する。1912年11月19日には少尉となり、第3近衛擲弾兵「エリザベス女王」連隊(Königin Elisabeth Garde-Grenadier-Regiment Nr. 3)に配属された。1914年からの第一次世界大戦にも同連隊に所属するドイツ帝国軍人として従軍し、1914年末には参謀補佐官(Ordonnanzoffizier beim Stab)として第3近衛歩兵旅団へ配属される。1915年7月には病気を理由に一時前線を離れたが、1916年2月初頭には前線に復帰し、第4近衛歩兵旅団の参謀補佐官に任命され、また1916年3月22日には中尉への昇進を果たした。1916年6月には第3近衛擲弾兵連隊第1中隊の中隊長(Kompanieführer)となる。1916年9月中旬までに連隊副官(Regimentsadjutant)に任命され、その後1918年9月1日には第2近衛歩兵旅団でも副官を務めた。ウッカーマンは終戦までに一級・二級鉄十字章およびホーエンツォレルン家勲章剣付騎士十字章を授与されている。

### ヴァイマル共和国時代
終戦後の1919年9月29日、ガブリエレ・プショル(Gabriele Pschorr)と結婚する。その後、ヴァイマル共和国軍に陸軍中尉として復帰し第21歩兵連隊(Reichswehr-Infanterie-Regiment 21)に配属された。1919年6月28日に締結されたヴェルサイユ条約が効力を発揮すると当初40万人の将兵で編成されていた共和国軍は、その規模を10万人まで縮小する事を強いられた。1920年春には20万人程度まで削減が進んでいたものの、ウッカーマンは第21歩兵連隊に残留していた。実際に10万人陸軍体制に移行した後はギーセンに駐屯する第15歩兵連隊(15 Infanterie-Regiment)に移り、その後も同連隊にて勤務を続けた。1922年11月1日には大尉に昇進。1924年春、第15歩兵連隊第2中隊にて中隊長に任命される。1925年5月には連隊付参謀(Regimentsstabes)としてカッセルへ移る。1926年10月1日、国軍省(Reichswehrministerium, RWM)勤務となりベルリンへ移る。国軍省では兵務局に配属され、ヒルマー・フォン・ミッターベルガー大佐の陸軍組織局(Heeres-Organisations-Abteilung)に勤務する。1927年10月1日、シュパンダウに駐屯する第9プロイセン歩兵連隊(9. (Preuß.) Infanterie-Regiment)第10中隊の中隊長に任命される。1930年6月1日にはカッセルに移り第2集団司令部(Gruppenkommando 2)に勤務。1933年4月1日、少佐に昇進する。

### ナチス・ドイツ時代
1935年3月16日、アドルフ・ヒトラー総統によってドイツ再軍備宣言が為される。これによって戦力の制限などが正式に撤廃され、ヴァイマル共和国軍(Reichswehr)はドイツ国防軍(Wehrmacht)に改名された。ウッカーマンは1934年10月1日からマリエンベルク歩兵連隊(Infanterie-Regiment Marienburg)第1大隊の大隊長に任命されていたが、同連隊は軍拡に伴い1935年10月15日には第45歩兵連隊(Infanterie-Regiment 45)と改名されている。1935年11月1日、中佐に昇進。1937年10月1日、第3軍団司令部付副官(Adjutant vom Generalkommando III. Armeekorps)としてベルリンに移る。1938年4月1日、大佐に昇進。以後1941年6月までベルリンでの勤務を続ける。
1941年6月22日、バルバロッサ作戦の発動により独ソ戦が始まると、ウッカーマンは待機司令官(Führerreserve)に任命された。7月中旬には第76歩兵師団(76 Infanterie-Division)の一部として東部戦線南方に展開する第178歩兵連隊(Infanterie-Regiment 178)の連隊長に任命される。1941年12月末には職を離れ再び待機司令官となる。1942年1月1日、ヴォルディマル・グロート少将の後任としてデンマークに駐屯する第218歩兵師団の師団長代理に任命される。
1942年1月中旬、赤軍によるイリメニ湖方面への大攻勢が始まる。この最中にホルム包囲戦が発生した。ホルムにはテオドール・シェーラー将軍率いる第281保安師団に加えてレニングラード方面から撤退してきた敗残兵などが取り残されており、彼らはシェーラー将軍の元でシェーラー戦闘団を結成していた。ウッカーマンと第218歩兵師団は、シェーラー戦闘団の包囲突破を支援するという使命を帯びてイリメニ湖方面に派遣された。1月25日にはホルム近郊に到着した第218歩兵師団を主力として、ウッカーマン戦闘団が編成された。ウッカーマン戦闘団は一時的に包囲を破り機関銃中隊などの援軍をシェーラー戦闘団に合流させることに成功したものの、戦闘団主力を合流させる事は叶わなかった。1942年2月1日には少将に昇進し、正式な師団長となる。その後もホルムでの戦いを続けたが、1942年3月20日にはヴィクトル・ラング大佐と交代する形で師団長職を離れる。
1942年5月1日、コペンハーゲンにて第160師団(Division Nr. 160)の師団長に任命される。1943年7月1日から8月1日までの1ヶ月間、師団長職をクリストフ・ツー・シュトルベルク＝シュトルベルク大佐が代行する。1943年9月1日、中将に昇進。1943年11月7日、師団の名称が第160予備師団(160. Reserve-Division)に変更される。1944年7月半ば、師団長職をフリードリヒ・ホフマン少将と交代して待機司令官となる。1944年10月23日、第462国民擲弾兵師団の師団長を一週間のみ務める。1944年11月1日、第469師団(Division Nr. 469)の師団長に任命される。同師団は第469特別作戦師団(Divisionsstab z.b.V. 469)としても知られ、アイゼナハに駐屯した。1945年春まで同職にあったが、4月11日にアポルダにてイギリス軍の捕虜となり、1947年まで収監されていた。

## 階級
- 1911年7月16日：士官候補生(Fahnenjunker)
- 1912年11月19日：少尉(Leutnant)
- 1916年3月22日：中尉(Oberleutnant)
- 1922年11月1日：大尉(Hauptmann)
- 1933年4月1日：少佐(Major)
- 1935年11月1日：中佐(Oberstleutnant)
- 1938年4月1日：大佐(Oberst)
- 1942年2月1日：少将(Generalmajor)
- 1943年9月1日：中将(Generalleutnant)

## 受章
- 鉄十字章(1914年版)
  - 二級鉄十字章
  - 一級鉄十字章
- ホーエンツォレルン家勲章剣付騎士十字章
- 名誉十字章
- 国防軍勤続賞4級から1級